# Agence Havas
Pour les articles homonymes, voir Havas (homonymie).
L'agence Havas, créée en France en 1835, fut la première agence de presse au monde. Nationalisée une première fois en 1940, devenue l'Office français d'information, elle est scindée en deux branches en 1944, qui deviennent d'une part le groupe de publicité Havas et d'autre part l'agence France-Presse.

## L'«Agence des feuilles politiques»

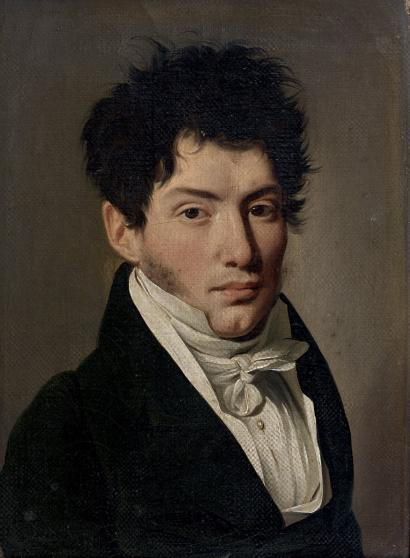
Charles-Louis Havas.

L'agence Havas est fondée le 22 octobre 1835 par l'ancien banquier Charles-Louis Havas, sous le nom d'« Agence des feuilles politiques, correspondance générale ». L'activité d'origine de cette petite entreprise parisienne consiste à traduire et importer les nouvelles données par les journaux étrangers, et à compiler celles données par les journaux français. C'est ainsi que naît le métier d'« agencier papier ».
Sous la Monarchie de Juillet (1830-1848), Charles-Louis Havas va développer avec ardeur son activité de manière à se rendre indispensable pour l'ensemble de la presse parisienne. En 1838, le gouvernement le charge de lui confectionner une « correspondance ministérielle » pour tenir informés les agents de l'État, dessinant les prémices des relations étroites entre l'État et l'Agence. Le réseau de correspondants à l'étranger s'étend, les moyens les plus rapides sont employés pour transmettre les informations : alors que les nouvelles en provenance des journaux étrangers sont envoyées par pigeon voyageur et traduites dès leur arrivée à Paris, l'Agence des feuilles politiques est ainsi en pointe pour l'utilisation du télégraphe, dès 1845.

## De l'information à la publicité
En 1852, Charles-Louis Havas cède la place à ses deux fils, Charles-Guillaume Havas et Auguste Havas. Ils développeront en 1855 une nouvelle activité, plus lucrative que l'information : la publicité. La Société générale des annonces (SGA) fusionne avec Havas en 1865.
Pour réduire les coûts, ils passeront des accords de partage du monde avec deux concurrents, anciens employés de leur père : Julius Reuter qui s'est installé à Londres, et Bernhard Wolff qui est à Berlin.
En 1879, à la retraite d'Auguste Havas, l'entreprise perd son caractère familial. Elle est acquise par le baron Émile d'Erlanger et transformée en société anonyme au capital de 8,5 millions de francs. Les actions de 500 francs, au nombre de 17 000, sont vendues à la Bourse.
C'est l'époque où la presse connaît un développement rapide, notamment en France grâce aux Lois sur le télégraphe de 1878, qui permettent à l'agence d'ouvrir des bureaux télégraphiques en province, alors que c'était jusque-là réservé au monopole d'État. Puis c'est la loi du 29 juillet 1881, qui consacre la Liberté de la presse en France. Les moyens techniques qui permettent d'acheminer l'information progressent aussi. Havas investit dans le téléphone, le téléscripteur et les ondes longues radio. En 1896, l'agence Havas s'installe place de la Bourse, à Paris, à l'emplacement de l'immeuble occupé aujourd'hui par l'Agence France-Presse.
Plusieurs petites agences disparurent : en 1883 l'Agence Ewig et en 1893 l'Agence Libre, mais d'autres se créent comme L'Agence de presse Fournier fondée en 1879 et spécialiste des informations économiques, qui sera rachetée [réf. souhaitée] dans les années 1930 par l'Agefi (France) et l'Agence télégraphique républicaine, créée en 1885. L'agence La Presse Nouvelle, au capital de 2,7 millions de francs, créée en 1905 par des journaux catholiques, est restée pour sa part marginale. Tout comme La Presse régionale, du trust de presse créé par Paul Féron-Vrau, héritier de Philibert Vrau.
En 1904, l'Agence Havas intente un procès à l'Agence de presse Fournier pour concurrence déloyale, en l'accusant de piller ses dépêches, et fait valoir qu'elle dispose de plus de 500 correspondants en France, mais l'avocat de l'Agence de presse Fournier apporte la preuve que celle-ci est parfois en avance sur sa rivale, et parfois même la corrige.
Dans les années 1930, une nouvelle révolution technologique, les ondes courtes améliorent encore les communications, à tel point que les accords entre agences de presse sont rompus, chacune développant son propre réseau. Les investissements sont lourds, et le gouvernement français trouve son intérêt à en financer une partie estimée à plus de 47 %, car le réseau de Havas participe à la présence française à l'étranger dans un contexte international tendu.

## Nationalisations, compromissions et transformations
Lorsque la France est envahie par l'Allemagne en 1940, l'agence perd son indépendance. La branche publicité reste dans le privé, sous le nom d'Havas, et la branche information, nationalisée, passe dans le giron du régime de Vichy sous le nom d’Office français d'information (OFI).
Sous l'Occupation, son président, Léon-Prosper Rénier, préfère s'adresser directement aux Allemands au moment de la nationalisation. Il négocie avec eux la nouvelle répartition du capital de Havas-publicité : les anciens actionnaires privés conservent 32 % du capital, contre 48 % au groupe allemand Mundus GmbH der Informationsabteilung dirigé par Klaus Mehnert, un proche de Goebbels, et le restant (20 %) à l'État français. Rénier reste président et affirme que « l'entrée des représentants allemands marquera le début d'une collaboration cordiale et fructueuse pour la société ».
Lors de la Libération de Paris, le 20 août 1944, des journalistes membres de la Résistance s'emparent des bureaux de l'OFI. Ils émettent la première dépêche d'une agence libre qui prendra le nom d'agence France-Presse (AFP) le 30 septembre 1944.
De son côté, l'agence Havas de publicité est nationalisée, l'attitude de Rénier est sanctionnée. Le Gouvernement français récupère les deux tiers du capital de la branche publicité d'Havas, le tiers du capital restant est réservé au marché boursier, auquel il est par la suite régulièrement fait appel. Jean Schloesing est nommé président de mars 1945 à juillet 1948, il y embauche Jean Merlin, avant de prendre la direction de la filiale Havas Exprinter.
De 1948 à 1957, y travaille Léon Gaultier, ancien officier de la Waffen-SS, futur membre fondateur du Front national.
Elle se lance dans le tourisme et étend ses activités à différentes formes de communication avant d'être totalement privatisée le 22 mai 1987 pour prendre la dénomination de Havas S.A..
Les archives de l'Agence Havas sont conservées aux Archives nationales sous la cote 5 AR.

## Directeurs généraux
- Charles-Louis Havas de 1835 à 1858
- Charles-Guillaume Havas de 1858 à 1873
- Auguste Havas de 1873 à 1879
- Édouard Lebey, de 1879 à 1899[13]
- Henri Houssaye de 1900 à 1914[13]
- Charles Houssaye de 1915 à 1940

## Présidents du conseil d'administration
- Charles Laffite de 1879 à 1924
- Léon-Prosper Rénier de 1924 à 1944